# William Booth (archevêque)
Pour les articles homonymes, voir William Booth (homonymie) et Booth.
William Booth ou Bothe, mort le 12 septembre 1464, est un ecclésiastique anglais.

## Biographie
Évêque de Coventry et Lichfield de 1447 à 1452, puis archevêque d'York jusqu'à sa mort, il est le demi-frère de Lawrence Booth, prince-évêque de Durham (1456-1476) puis archevêque d'York (1476-1480), et l'oncle de John Booth, évêque d'Exeter (1465-1478).